# Pierre Nicole
Pierre Nicole (Chartres, 1625. október 19. – Párizs, 1695. november 16.) francia filozófus és teológus. Egyike a legkiválóbb francia janzenistáknak.

## Élete
Chartres-ban született egy vidéki ügyvéd fiaként, aki gondosan ügyelt taníttatására. 1642-től Párizsba küldte teológiát tanulni, ahol hamarosan kapcsolatba lépett a Port-Royal-des-Champs janzenista közösségével nagynénjén, Marie des Anges Suireau-n keresztül, aki egy rövid ideig a zárda apátnője volt. Ezután egy ideig a Petites écoles de Port Royal-ban (a Port Royal "kis iskoláiban") tanított. Valamilyen lelkiismereti aggály akadályozta abban, hogy a papi hivatást válassza, és így egész életén át "az alsóbb rendek írástudója" maradt, jóllehet mély tudású teológus volt. Néhány évig tanítómester volt a Port Royal "kis iskolájában", és abban a szerencsében volt része, hogy görögre taníthatta a fiatal Jean Racine-t, a későbbi költőt. De fő feladata az volt, hogy Antoine Arnauld-val együttműködésben a janzenisták által megalapozott vitairodalom szerkesztésével foglalkozzon.
Nagy része volt Blaise Pascal Vidéki levelek c. műve anyagának összerendezésében (1656); Nicholas Wendrock álnév alatt 1658-ban latinra fordította a leveleket. 1662-ben Antoine Arnauld-val közösen társszerzője volt a rendkívül sikeres Port-Royal logikának, amely az arisztotelészi logika karteziánus olvasatán alapult. 1664-ben maga is belekezdett egy levélsorozatba, Les Imaginaires címmel, melyben arra szándékozott rámutatni, hogy az eretnek vádak, amelyeket széles körben a janzenistáknak tulajdonítottak, valójában csak a jezsuiták képzeletében léteztek. Desmarets de Saint-Sorlin, egy kevéssé jegyzett költő, aki nagy odaadással viseltetett a jezsuiták iránt, vadul megtámadta e leveleket, mire Nicole a Les Visionnaires-ben, egy másik levélfolyamban válaszolt neki (1666). Ezekben megjegyezte, hogy a költők és a drámaírók nem jobbak, mint "közmérgezők". Ez a megjegyzés Racine elevenébe talált; egy maró válaszban fordult szembe nem csak egykori mesterével, hanem az egész Port Royal-lal is, amely – amint Boileau mondta neki – több büszkeséggel töltötte el a fejét, mint a szívét.
Ugyanebben az időben Nicole egy az átlényegülésről szóló vitába keveredett a hugenotta Jean Claude-dal; ebből egy vaskos mű keletkezett, La Perpétuité de la foi de l'Église catholique touchant l'eucharistie (A katolikus egyház hitének örök volta az eucharisztiát illetően, 1669), amely Nicole és Antoine Arnauld közös erőfeszítésének eredménye volt. Ám Nicole legnépszerűbb alkotása az Essais de morale, amely rövid beszélgetések sorozata a keresztény vallásgyakorlatról. Az első kötet 1671-ben jelent meg, majd ezt szabálytalan időközönként követte a többi; a sorozat összesen tizennégy kötetet számlál. 1679-ben, a janzenisták üldözésének kiújulásakor Nicole Arnauld társaságában Belgiumba menekülni kényszerült. De nemsokára elváltak útjaik. Nicole koros volt és egészségében gyenge; a száműzöttek életét nehezen viselte, és azt panaszolta, hogy nyugalomra vágyik. "Nyugodni" válaszolt Arnauld, "mikor egy örökkévalóságod van, hogy nyugodj!" 1683-ban Nicole meglehetősen felemás békét kötött a hatóságokkal, és megengedték, hogy visszatérjen Párizsba. Itt aztán egészen utolsó napjaiig folytatta irodalmi munkásságát; a kvietizmus új eretnekségének cáfolata írása közben érte utol a halál.
Nicole Port Royal egyik legmegnyerőbb alakja volt. Számos történet szól különös szórakozottságáról és a beszélgetésekben való esetlenségeiről. Könyveit két egymásnak teljesen ellentmondó minőség jellemzi; választékosak és a túlzásig menően rendszerezettek. Ezenfelül szerfelett népszerűek voltak de Sevigné márkinő és osztályának olvasói körében. Nincs más olyan janzenista író, még Pascal sem, aki ekkora sikerrel képviselte volna a Port Royal ethoszát a világ előtt. Jóllehet a modern olvasó étvágya lelohad tizennégy kötetnyi erkölcstan láttán, rengeteg hitelt érdemlő ítélet és az emberi természetről szóló gyakorlati ismeret található az Essais de morale lapjain. A munka számos rövidítése létezik, nevezetes a Choix des essais de morale de Nicole, Silvestre de Saci szerkesztésében (Párizs, 1857). Sainte-Beuve a Port-Royal című műve negyedik kötetében
hosszan taglalja Nicole életútját.

## Magyarul
- Hitbéli és erkölcsi oktatások az Úr imádságáról, Angyali Üdvözletről szent mise áldozatjáról és az Anyaszentegyháznak egyébnemű imádságairól; ford. Horváth János; Számmer Ny., Veszprém, 1815